# Colony Wars
Colony Wars is een computerspel voor de PlayStation dat is ontwikkeld en uitgegeven door Psygnosis in 1997.
Het spel werd later opgevolgd door Colony Wars: Vengeance (1998) en Colony Wars: Red Sun (2000).

## Spel
In het ruimtevaartsimulatiespel moet de speler met zijn voertuig missies uitvoeren in een vooraf geselecteerd ruimteschip. Elk ruimteschip bevat een specifiek aantal wapens, raketten en torpedo's.
De levels zijn opgedeeld in 'Acts' die bestaan uit elk drie missies. De speler kan door het volgen van andere paden een verschillende uitkomst krijgen, afhankelijk van de prestaties. 
Wanneer een missie mislukt betekent dit niet het einde van de campagne. In het spel zijn vijf verschillende eindes verwerkt.

## Muziek
De spelmuziek is geschreven en geproduceerd door Tim Wright, die ook de muziek voor de Wipeout-serie spellen schreef.

## Ontvangst
Colony Wars werd positief ontvangen in recensies en kreeg op aggregatiewebsite Metacritic een score van 91. Het tijdschrift Edge prees het grafische gedeelte en de presentatie van het spel. Kritiek was er op de oppervlakkige gameplay.